# Репрезентација Југославије у хокеју на леду
Репрезентација Југославије у хокеју на леду представљала је селекције хокејаша из Краљевине Југославије (1934—1941) и СФРЈ (1946—1992). Наследила ју је Репрезентација СР Југославије у хокеју на леду.
Премијерну утакмицу Југославија је одиграла против Холандије, 1939. године на турниру у Букурешту и победила је са 4 : 2. Најтежи пораз Југославија је доживела од Чехословачке 1939. године резултатом 24 : 0. Највећу победу остварили су против Белгије 1987. године када су победили резултатом 28 : 1.
Највише наступа имао је Едо Хафнер који је одиграо 203 меча за репрезентацију. Најефикаснији играч са укупно 202 поена је Звоне Шувак.

## Наступи на Олимпијским играма
- 1964. — 14. место
- 1968. — 9. место
- 1972. — 11. место
- 1976. — 10. место
- 1984. — 11. место

## Наступи на Светским првенствима
- 1930—1938. — Нису играли
- 1939. — 13. место
- 1940-50. — Нису играли
- 1951. — 6. место (Група Б)
- 1952—1954. — нису играли
- 1955. — 5. место (Група Б)
- 1956—1960. — нису играли
- 1961. — 3. место (Група Б)
- 1963. — 5. место (Група Ц)
- 1964. — 14. место
- 1965. — 7. место (Група Б)
- 1966. — 3. место (Група Б)
- 1967. — 4. место (Група Б)
- 1968. — 9. место
- 1969. — 3. место (Група Б)
- 1970. — 4. место (Група Б)
- 1971. — 5. место (Група Б)
- 1972. — 6. место (Група Б)
- 1973. — 3. место (Група Б)
- 1974. — 2. место (Група Б)
- 1975. — 4. место (Група Б)
- 1976. — 5. место (Група Б)
- 1977. — 7. место (Група Б)
- 1978. — 8. место (Група Б)
- 1979. — 1. место (Група Ц)
- 1981. — 7. место (Група Б)
- 1982. — 2. место (Група Ц)
- 1983. — 8. место (Група Б)
- 1985. — 2. место (Група Ц)
- 1986. — 7. место (Група Б)
- 1987. — 4. место (Група Ц)
- 1988. — нису учествовали
- 1989. — 2. место (Група Ц)
- 1990. — 1. место (Група Ц)
- 1991. — 6. место (Група Б)